# John Barber (baloncestista)
John Barber (nacido el 27 de junio de 1933 en Atlanta, Texas) es un exjugador de baloncesto estadounidense que disputó una temporada de la NBA. Con 1,98 metros de estatura, jugaba en la posición de alero. Es el abuelo de los jugadores profesionales Jason Sasser y Jeryl Sasser.

## Trayectoria deportiva

### Universidad
Tras terminar el instituto, intentó acceder a la Universidad de California en Los Ángeles para jugar al fútbol americano, pero tras ser declarado académicamente inelegible, optó por matricularse en el East Los Angeles College, donde además practicó baloncesto y atletismo. Tras dos años, obtuvo una beca para jugar en la Universidad Estatal de California de Los Angeles, donde en dos temporadas promedió 22,5 puntos por partido, siendo elegido en ambas en el mejor quinteto de la California Collegiate Athletic Association. Llegó a anotar 185 puntos en un único partido que su entrenador planteó como un experimento, ante Chapman College, en el que ganaron 208-82, aunque posteriormente la NCAA no dio validez al récord ya que eran universidades de diferente grado.

### Profesional
Fue elegido en la quincuagésimo primera posición del Draft de la NBA de 1956 por Minneapolis Lakers, pero acabó fichando por los St. Louis Hawks, con los que disputó cinco partidos, en los que promedió 1,4 puntos y 1,2 rebotes.
Tras su corta experiencia en la NBA, jugó varias temporadas con los Harlem All-Stars, un equipo de exhibición al estilo de los Harlem Globetrotters.

## Estadísticas de su carrera en la NBA

### Temporada regular
| Temporada | Edad | Equipo          | Liga | Pos. | P | TIT | MIN | TC  | TCA | %TC  | 3P | 3PA | %3P | TL  | TLA | %TL  | R.OF. | R.DEF. | REB | ASIS | ROB | TAP | PER | FP  | PTS |
| 1956-57   | 29   | St. Louis Hawks | NBA  |      | 5 |     | 3.8 | 0.4 | 1.6 | .250 |    |     |     | 0.6 | 1.2 | .500 |       |        | 1.2 | 0.0  |     |     |     | 0.8 | 1.4 |
| Total     |      |                 | NBA  |      | 5 |     | 3.8 | 0.4 | 1.6 | .250 |    |     |     | 0.6 | 1.2 | .500 |       |        | 1.2 | 0.0  |     |     |     | 0.8 | 1.4 |